# Боцарис, Тусиас
Тусиас Боцарис (греч.  Τούσιας Μπότσαρης Сули, Эпир 1750 — Эпир 1792) — старший сын Георгия Боцариса, вождя значительного сулиотского клана Боцарисов и видный военачальник Сули.

## Биография
Тусиас Боцарис родился в 1750 году в горном Сули (регион) Эпир.
Сулиоты только номинально признавали власть осман и на протяжении 3-х веков, с оружием в руках, отстаивали свою свободу. Все походы местных турко-албанских воевод против Сули заканчивались победой сулиотов.
Отец Тусиаса, Георгий Боцарис, возглавлял один из самых сильных кланов Сули. Младшие братья Тусиаса, Кицос Боцарис и Нотис Боцарис, оставили заметный след в истории Сули и Греции.

## Участие в войнах
В 1772 году Сулейман Чапари, с войском в 9.000 человек, атаковал сулиотов, начавших военные действия, после того как в сентябре 1771 года, в ходе Пелопоннесского восстания, их посетил посланник от русских, с письмами Алексея Орлова. Сулейман не только потерпел поражение, как все его предшественники, но и сам попал в плен, в то время как число убитых и пленных турок было огромным:A-327

В 1775 году последовала операция Курт-паши, который также был вынужден отступить

Множество других, меньшего масштаба, непрекращающихся столкновений вынуждали сулиотов, по выражению. Х.Перревоса «есть с оружием, спать с оружием и с оружием просыпаться».

## Войны с Али-пашой
В 1788 году пашой Янин был Али. Столкновения стали более интенсивными и жестокими. Причиной была Русско-турецкая война (1787—1791), в начале которой, в сентябре 1788 года, в Сули прибыл, Сотирис Луизис, посланник императрицы России Екатерины Великой, с задачей подтолкнуть сулиотов к отвлекающим военным действиям. В результате, в марте 1789 года, сулиоты военачальники, среди которых были Георгиос Боцарис, Ламброс Дзавелас, Зарбас Вейкос, Зервас, Николос, Дракос, Димос и др. заявили Екатерине, в своём ответном письме, что готовы воевать против Османской империи

Получив соответствующую информацию, Али-паша предпринял свой первый поход против Сули .
Весной 1789 года, Али выступил против сулиотов с 10.000 турко-албанцев. Кампания длилась 4 месяца, но закончилась бесславно. Сулиоты вновь оказали сопротивление и проявили свои исключительные боевые способности. В июле Али отступил, согласившись платить военачальникам Сули жалованье, в обмен на безопасность региона, получив в качестве гарантий в заложники 5 детей военачальников.

## 2-й поход Али-паши — 1792

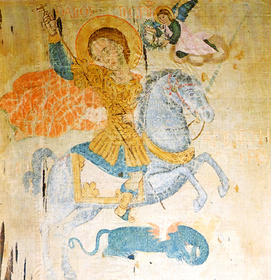
Флаг Тусиаса — Святой Георгий

Греческий историк А. Э. Вакалопулос пишет, что, если в начале русско-турецкой войны, русские сосредоточили своё внимание на южных греческих землях (Пелопоннес и Киклады), то к концу войны русские переключили своё внимание на центральные и северные греческие земли (Эпир, Акарнания и Македония) и, в основном, на Сули.
Французский историк Лависс, Эрнест подтверждает (том 2 Время Наполеона Часть вторая 1800—1815 стр. 58), что в 1790 году сулиоты отправили в Петербург посольство, ходатайствовать у Екатерины II о покровительстве и просить у неё «пороха». Екатерина II представила депутатов великому князю Константину, которого сулиоты приветствовали как «короля эллинов». Тусиас Боцарис принял участие в посольстве, как представитель одного из крупнейших кланов.
Российская императрица, кроме даров, вручила ему флаг, ставший флагом рода Боцарисов. На одной стороне флага был изображён Георгий Победоносец, на другой Димитрий Солунский. Флаг сопровождался, слегка неграмотной, надписью, заглавными буквами, на греческом «O ΑΓΙΟΣ ΓΗΩΡΓΙΟΣ — ΑΠΟΓΟΝΗ ΤΟΥ ΠΗΡΟΥ» (греч.  Άγιος Γεώργιος - Απόγονοι του Πύρρου — Святой Георгий — потомки Пирра).
Есть информация, что при этом, Тусиас Боцарис получил звание «майора русской армии», но пока-что эта информация не подкреплена документами.
Лависс пишет, что «Али воспользовался этой попыткой сулиотов, донёс на них Порте и получил фирман, возлагавший на него поручение наказать их. 1 июля 1792 года (после окончания русско-турецкой войны и подписания Ясского договора), Али отправился в поход с 10.000 человек».
Али обрушился внезапно на Сули, но встретил сопротивление. Сулиоты отбивали одну за другой атаки турко-албанцев. Турко-албанцы бежали, потеряв убитыми и раненными около 3 тысяч человек. Перревос пишет, что только треть турко-албанцев, принявших участие в походе, вернулась в Янина:330.
Тусиас отличился в этой войне, вызвав на поединок и убив вождя албанского племени «ляпи». Мусли Гёлеку.

## Смерть Тусиаса Боцариса
Тусиас Боцарис был убит в том же, 1792, году в ходе столкновения с богатым турко-албанским кланом Джапари, с которым у клана Боцарисов были открытые счета (Вендетта).
Через 2 месяца после смерти Тусиаса, родился его сын. Сын был также назван Тусиас и стал впоследствии, в годы Греческой революции известным военачальником.

## Судьба флага

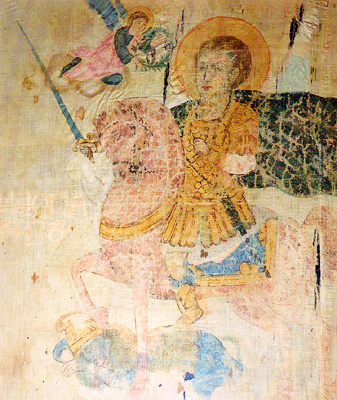
Флаг Тусиаса — Святой Дмитрий

Флаг, подаренный Екатериной Великой, был флагом клана Боцарисов во всех последующих перипетиях сулиотов. В ходе прорыва осаждённых повстанцев из Месолонгиона в 1826 году, флаг оказался в руках Кицоса Дзавеласа. Дзавелас доставил флаг на остров Идра. Тусиас Боцарис (младший) погиб в 1827 году, в сражении при Фалероне. В 1832 году, после окончания Освободительной войны, флаг перешёл в руки Костаса Вейкоса, который вернул его семье Дзавеласов в 1859 году. Наконец, семья Дзавеласов вернула флаг семье Боцарисов, обосновавшейся в городе Месолонгион.